# Stephan Geisler (Sportwissenschaftler)

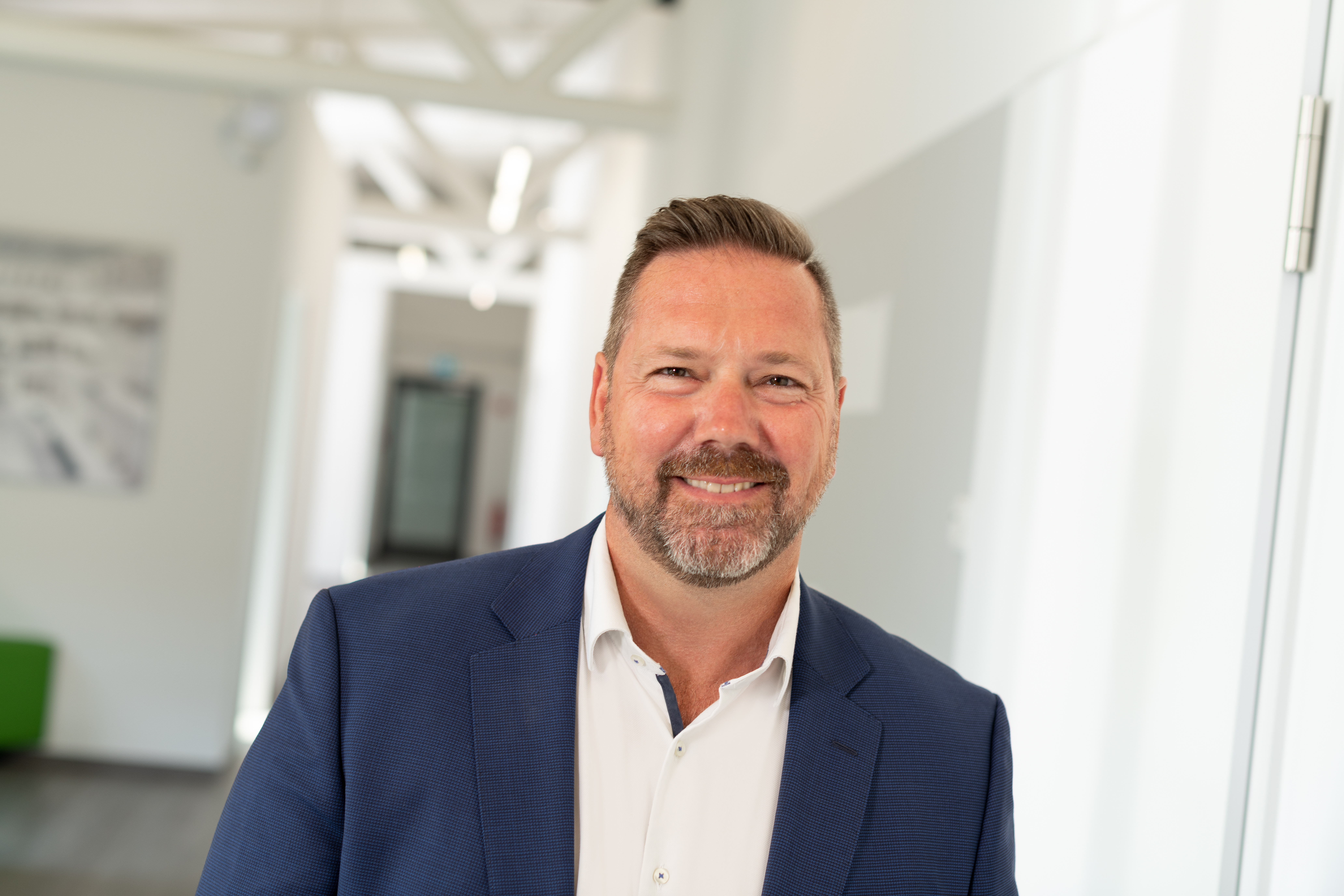
Stephan Geisler (2022)

Stephan Geisler (* 4. April 1977 in Solingen) ist ein deutscher Sportwissenschaftler und Professor für Fitness und Gesundheit an der IST-Hochschule in Düsseldorf. Er ist Vizepräsident für Forschung an der IST-Hochschule und Präsident der NSCA (National Strength and Conditioning Association) Germany. Geisler ist Gründer des Fitnesswissenschaftskongresses und des Deutschen Fitnesswissenschaftsrats.

## Leben
Stephan Geisler studierte an der Deutschen Sporthochschule Köln den Diplom-Studiengang Rehabilitation und Prävention und bekam nach seinem Diplom einen Lehrauftrag im Bereich Krafttraining. Seine Promotionsschrift im Bereich der molekularen Sportmedizin trägt den Titel Analyse molekularer Mechanismen trainingsbedingter Skelettmuskeladaptation. Die Arbeit beschäftigt sich schwerpunktmäßig mit dem Wachstumsfaktor Myostatin.
2013 wurde er bei Neugründung der IST-Hochschule für Management zum Professor (FH) ernannt. Dort entwickelte er den Studiengang Fitnesswissenschaft und Fitnessökonomie, der aus einer Mischung von sportwissenschaftlichen und ökonomischen Inhalten besteht.
Er veranstaltete und organisierte den ersten deutschen Fitnesswissenschaftskongress, 2018 in Düsseldorf.
Neben seiner Tätigkeit als Professor ist Stephan Geisler als Experte für verschiedene Medien wie Men’s Health, ARD, ZDF, RTL, VOX, N-TV, WDR  tätig und betreibt einen YouTube-Kanal unter dem Namen Der Fitnessprofessor.

## Funktionen und Ämter
- Vizepräsident für Forschung der IST-Hochschule für Management in Düsseldorf
- Professor an der IST-Hochschule für Management in Düsseldorf
- Präsident der National Strength and Conditioning Association Germany (NSCA)[5]
- Mitglied der National Strength and Conditioning Association Germany (NSCA)
- Gründer des Deutschen Fitnesswissenschaftsrates
- Gründer, Organisator und Veranstalter des ersten deutschen Fitnesswissenschaftskongresses (2018 in Düsseldorf)
- Berater des Bundesverband Deutscher Gewichtheber (BVDG)
- Experte für verschiedene Medien
- Betreiber des YouTube-Kanals Der Fitnessprofessor
- Mitglied des American College of Sports Medicine (USA)